# Gaspero Barbèra

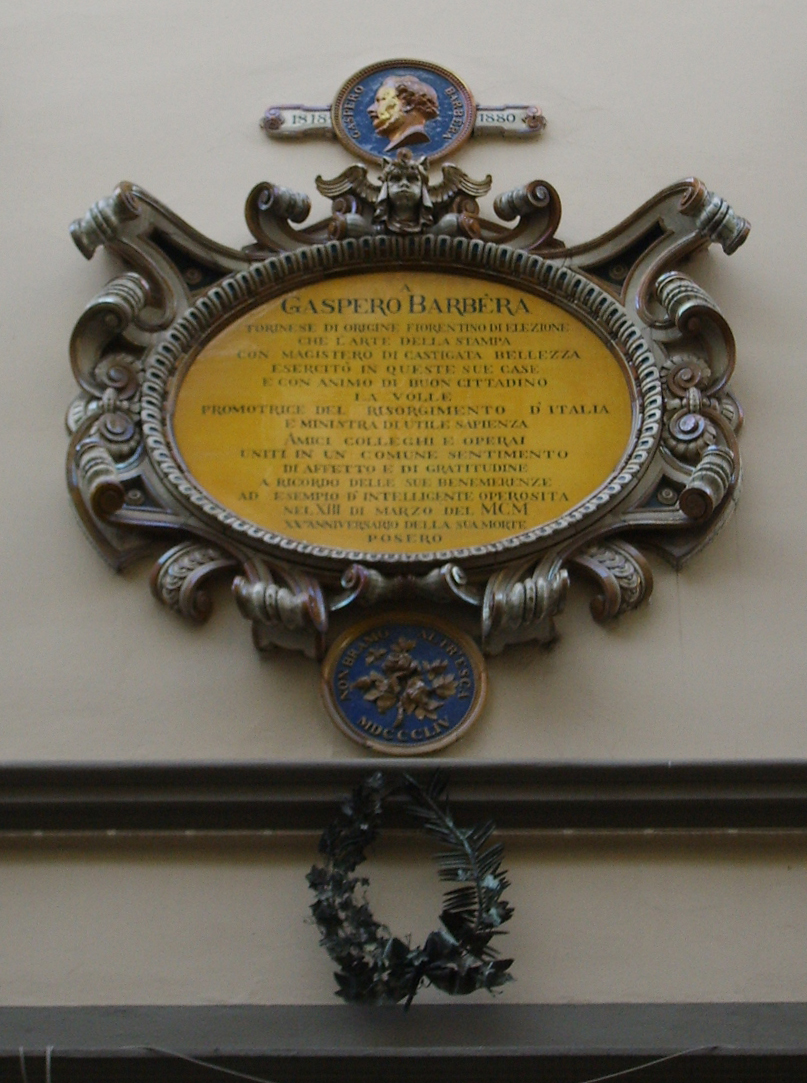
Tablica ku czci Gaspera Barbèry we Florencji

Gaspero Barbèra (ur. 12 stycznia 1818 w Turynie, zm. w 1880 we Florencji) – włoski drukarz i wydawca.
W roku 1854, z pomocą markiza Gualterio otworzył we Florencji własną drukarnię. Jego wspólnikami byli bracia Beniamino i Celestino Bianchi. 30 kwietnia 1860 roku drukarnia przyjęła oficjalną nazwę Casa Editrice Barbèra (Dom Wydawniczy Barbèry). 
Jest autorem Memorie di un editore (Wspomnienia pewnego wydawcy), które zostały opublikowane pośmiertnie w serii „Collezione Gialla” przez jego synów Piera i Luigiego. W tej samej serii ukazały się Lettere (Listy) Barbèry z lat 1841-1879.